# Poecilostachys viguieri
Poecilostachys viguieri är en gräsart som beskrevs av Aimée Antoinette Camus. Poecilostachys viguieri ingår i släktet Poecilostachys och familjen gräs. Inga underarter finns listade i Catalogue of Life.